# Slaget vid Lepanto (1499)
Det första slaget vid Lepanto eller slaget vid Zonchio eller slaget vid Sapienza utspelades den 12, 20, 22 och 25 augusti 1499 och var en del i kriget 1499-1503 mellan Osmanska riket och Republiken Venedig. Det var det första sjöslag där kanoner användes.
Mot slutet av 1490-talet hade sjörepubliken Venedig nått en sådan maktställning i Italien och Medelhavet att Kyrkostaten (påven), Genua och andra stater vände sig till de osmanska turkarna för att hejda de segerrika venetianarnas expansion. Under den energiske sultanen Beyazit II hade turkarna byggt upp en stark flotta, som nu sändes mot de framskjutna venetianska baserna i Grekland. Venedig svarade med att skicka en stark flottavdelning till undsättning, och den 28 juli 1499 led Venedigs sjöstridskrafter ett oväntat och mycket allvarligt nederlag mot turkarna utanför Lepanto (Naupaktos), vilket väckte förvåning i hela Europa och blev osmanernas första riktigt stora sjöseger i Medelhavsområdet. Först 1571 bröts den turkiska hegemonin till sjöss i det andra slaget vid Lepanto.